# Eisenbahnunfall von Populonia
Bei dem Eisenbahnunfall von Populonia stieß am 18. Februar 1934 ein Dieseltriebwagen mit der Dampflokomotive eines Sonderzuges bei Populonia, einem Ortsteil von Piombino, zusammen. 34 Menschen starben.

## Unfallhergang
Der Unfall ereignete sich auf der damals eingleisigen Strecke zwischen Campiglia Marittima und Piombino. Der Triebwagen war mit etwa 120 km/h und 48 Reisenden unterwegs, als er mit der Dampflokomotive des Sonderzuges kollidierte. Es brach Feuer aus. Alle Opfer hatten sich in dem Triebwagen befunden.